# يونيس اولسن
يونيس اولسن (بالإنجليزية: Eunice Olsen)‏ هي متسابقة ملكة الجمال وسياسية وممثلة سنغافورية، ولدت في 24 أكتوبر 1977 في سنغافورة.

## وصلات خارجية
- يونيس اولسن على موقع IMDb (الإنجليزية)
- يونيس اولسن على موقع قاعدة بيانات الفيلم (الإنجليزية)
- يونيس اولسن على موقع كينوبويسك (الروسية)